# Орден белог орла (Руска Империја)
Орден Белог орла (рус. Орден Белого орла) је био орден Руске Империје. 

## Историјат
Орден Белог орла био је првобитно уведен као Пољски орден 1703. године, а после треће поделе Пољске 1795. је постао орден Варшавског војводства. Након Бечког конгреса орден се додељивао у Конгресној Пољској, која је била у унији са Руском Империјом. Након Пољског устанка, Пољској је укинута аутономија, и прикључена је Руској Империји. Од 1831. Николај I Павлович додељује орден Белог орла као орден Руске Империје.
Од 1835. орден Белог орла се налази као други орден у хијерархији у Руској Империји, одмах иза Ордена Светог Александра Невског. У периоду између 1831. и 1917. је додељено 4018. ордења, од којих је 143 било украшено мачевима, а 27 брилијантима.

## Изглед
У центру ордена је био бели једноглави орао који је представљао грб Краљевине Пољске. Он се налазио на средини самог ордена којег је представљао двоглави орао који се налазио испод три круне. Звезда ордена је била осмокрака и израђена од сребра. У средини звезде је био црвени крст и мото ордена „За веру, цара и закон“. Постојала је верзија ордена са мачевима који су се укрштали изнад глава двоглавог орла. Лента ордена је била тамноплаве боје.